# 1951年世界乒乓球锦标赛
1951年世界乒乓球锦标赛是第十八届世界乒乓球锦标赛，于1951年3月2日至11日在奥地利維也納举行。这是奥地利第三次主办世界乒乓球锦标赛。

## 赛果

### 团体
| 项目                | 金牌 | 银牌                                                                                     | 铜牌                                                                                          |
| 男子团体 斯韦思林杯 | 捷克斯洛伐克 · 伊万·安德烈亚迪斯 · 拉吉斯拉夫·什季佩克 · 瓦茨拉夫·特雷巴 · 弗兰蒂舍克·托卡尔 · 博胡米尔·瓦尼亚 | 匈牙利 · Jozsef Farkas · 科齐安·约瑟夫 · 西多·费伦茨 · 塞派希·卡尔曼 · 杰特沃伊·埃莱梅尔 | 南斯拉夫 · 扎尔科·多利纳尔 · Josip Gabric · 维利姆·哈兰戈佐 · Zdenko Uzorinac · Josip Vogrinc |
| 女子团体 考比伦杯   | 羅馬尼亞 · Paraschiva Patulea · 安杰莉卡·罗泽亚努 · 萨里·萨斯 · 埃拉·泽勒                                      | 奥地利 · 格特鲁德·普里齐 · Ermelinde Wertl · Gertrude Wutzl                              | 英格兰 · Peggy Franks · Joyce Roberts · Diane Rowe · Rosalind Rowe                            |
| 女子团体 考比伦杯   | 羅馬尼亞 · Paraschiva Patulea · 安杰莉卡·罗泽亚努 · 萨里·萨斯 · 埃拉·泽勒                                      | 奥地利 · 格特鲁德·普里齐 · Ermelinde Wertl · Gertrude Wutzl                              | · Audrey Bates · Audrey Coombs · Betty Gray                                                   |

### 单项
| 项目     | 金牌                              | 银牌                            | 铜牌                                  |
| 男子单打 | 约翰尼·利奇                       | 伊万·安德烈亚迪斯               | 瓦茨拉夫·特雷巴                       |
| 男子单打 | 约翰尼·利奇                       | 伊万·安德烈亚迪斯               | 西多·费伦茨                           |
| 女子单打 | 安杰莉卡·罗泽亚努                 | 福尔考什·吉泽尔洛               | 格特鲁德·普里齐                       |
| 女子单打 | 安杰莉卡·罗泽亚努                 | 福尔考什·吉泽尔洛               | Leah Thall                            |
| 男子双打 | 伊万·安德烈亚迪斯 博胡米尔·瓦尼亚 | 科齐安·约瑟夫 西多·费伦茨       | 拉吉斯拉夫·什季佩克 弗兰蒂舍克·托卡尔 |
| 男子双打 | 伊万·安德烈亚迪斯 博胡米尔·瓦尼亚 | 科齐安·约瑟夫 西多·费伦茨       | Jack Carrington 约翰尼·利奇           |
| 女子双打 | 黛安娜·罗 Rosalind Rowe           | 安杰莉卡·罗泽亚努 萨里·萨斯     | 福尔考什·吉泽尔洛 Rozsi Karpati       |
| 女子双打 | 黛安娜·罗 Rosalind Rowe           | 安杰莉卡·罗泽亚努 萨里·萨斯     | Peggy Ichkoff Leah Thall              |
| 混合双打 | 博胡米尔·瓦尼亚 安杰莉卡·罗泽亚努 | 维利姆·哈兰戈佐 Ermelinde Wertl | 约翰尼·利奇 黛安娜·罗                 |
| 混合双打 | 博胡米尔·瓦尼亚 安杰莉卡·罗泽亚努 | 维利姆·哈兰戈佐 Ermelinde Wertl | 科齐安·约瑟夫 Rozsi Karpati           |